# Kasteel van Trim
Het Kasteel van Trim (Trim Castle) in Trim in het graafschap Meath in Ierland is een burcht uit de twaalfde eeuw en is gelegen op een terrein van 30.000 m² aan de rivier de Boyne. Men beschouwt het als het toentertijd grootste kasteel in Europa. Het is tevens het grootste kasteel van Ierland. Vandaag de dag zijn er nog slechts ruïnes overgebleven.

## Geschiedenis
De historie van het kasteel van Trim is gelegen in de tijd van de tijd van de Normandische koningen van Engeland. Een eerste mottekasteel werd in 1172 opgetrokken aan de oevers van de Boyne door Hugh de Lacy, de eerste Heer van Meath en zijn zoon. Men heeft het kasteel vervolgens in snel tempo verder uitgebreid. Het heeft gediend als centrum van het invloedsgebied van de familie De Lacy in Ierland. Door de beschermende functie was het kasteel een aantrekkingspunt voor zowel handel als kloosterleven.
Tegenwoordig is het beheer in handen van het Office of Public Works. Dit bureau heeft een groot programma gestart rond behoud en exploitatie van de historische site, met een totaal kostenplaatje van zes miljoen euro. Onderdeel van het programma is gedeeltelijke restauratie van de gracht en het aanbrengen van een beschermend dak.

## Filmdecor
In 1995 dienden de ruïnes van het kasteel van Trim als decor voor de film Braveheart van Mel Gibson.

## Afbeeldingen

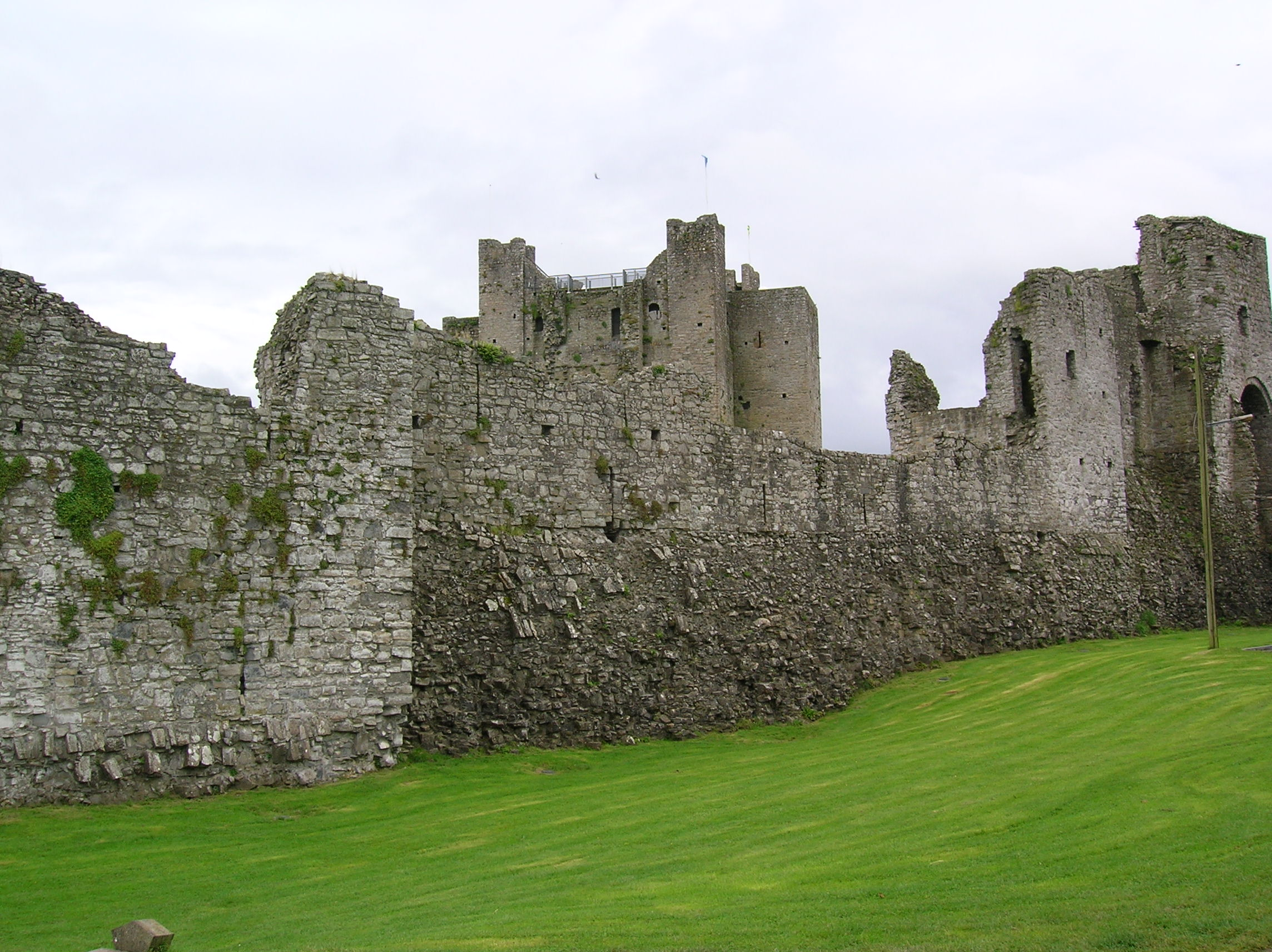
Kasteel van Trim Trim Castle
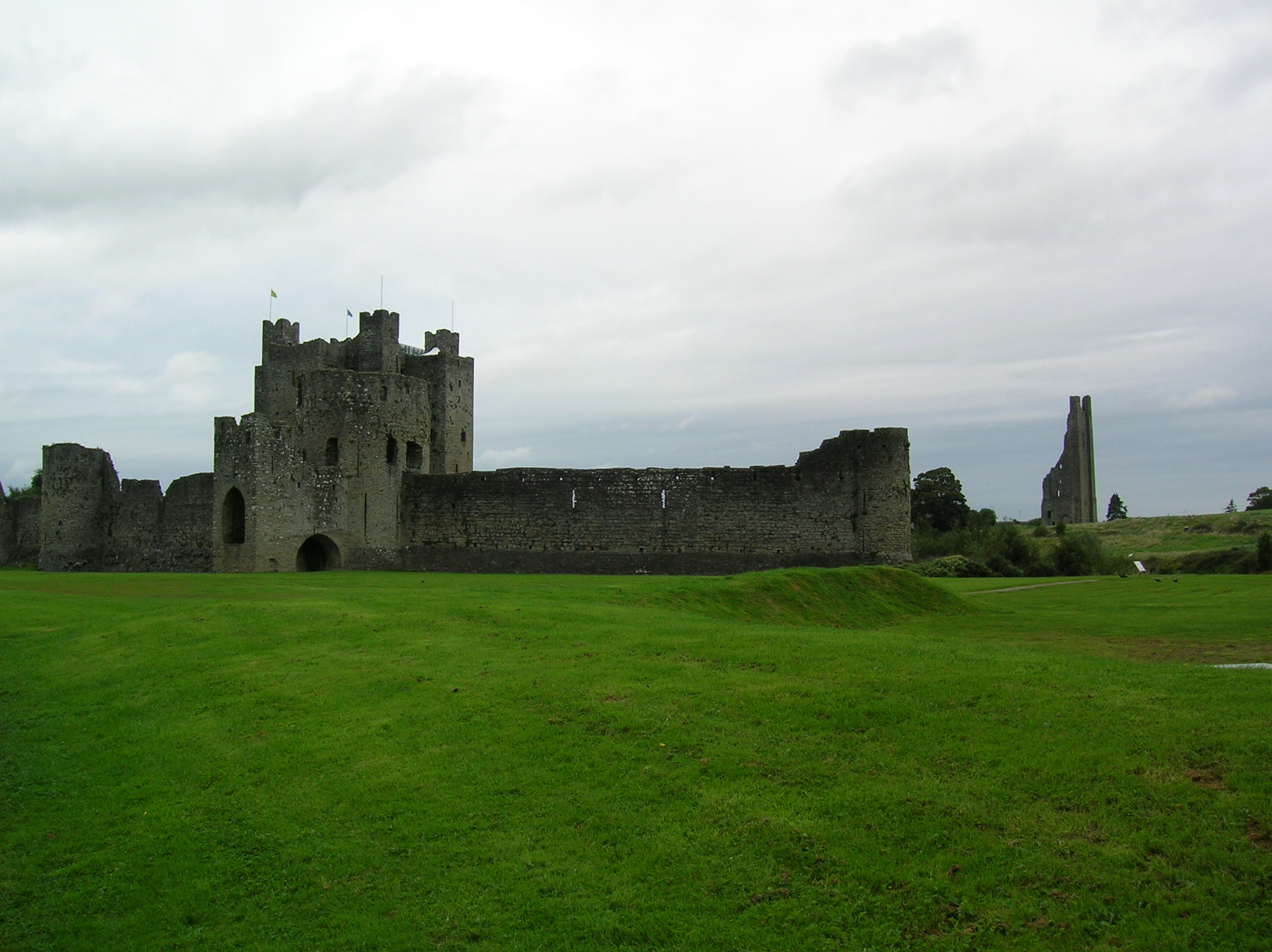
Kasteel van Trim Trim Castle
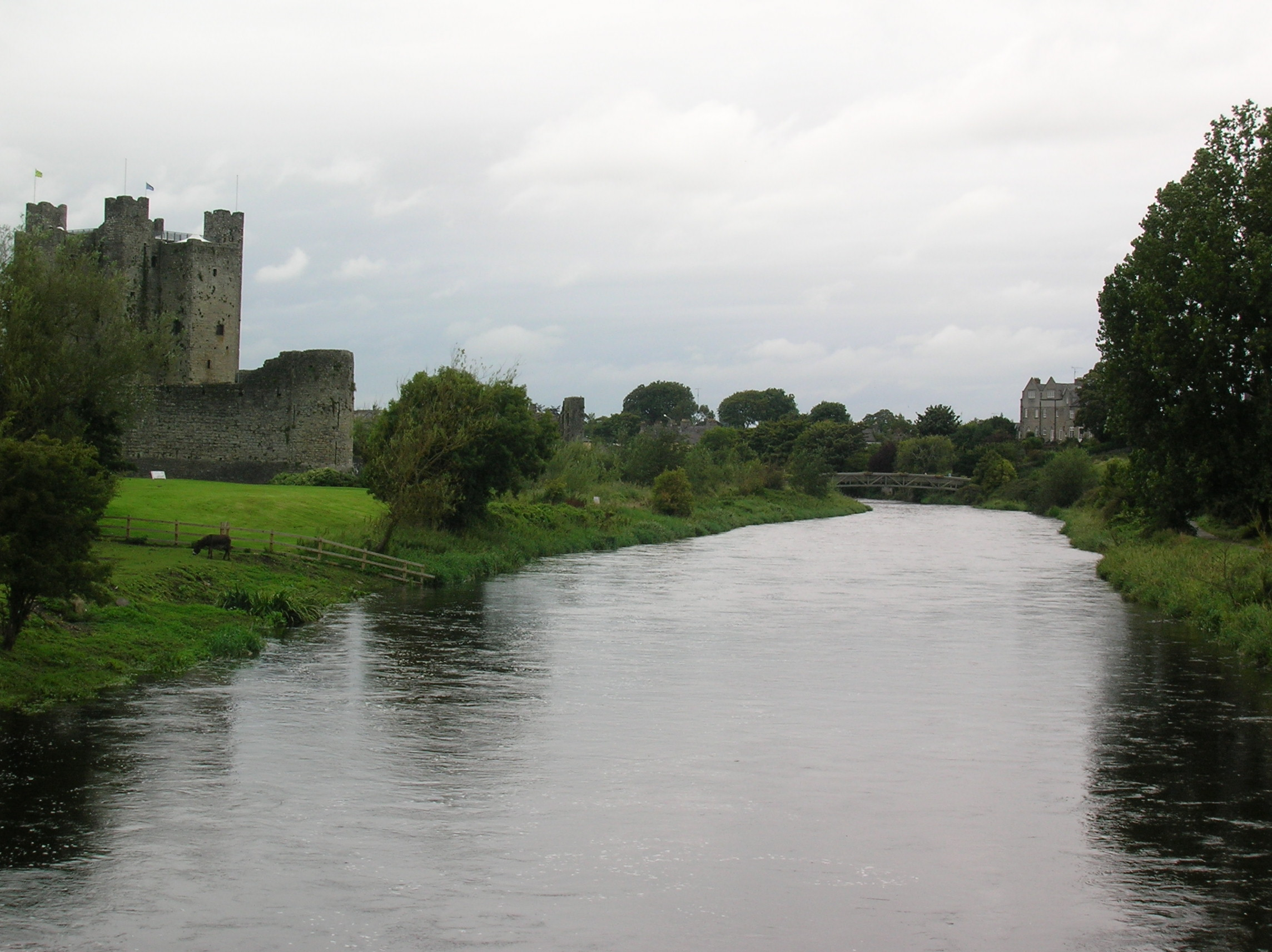
Ligging bij de Boyne
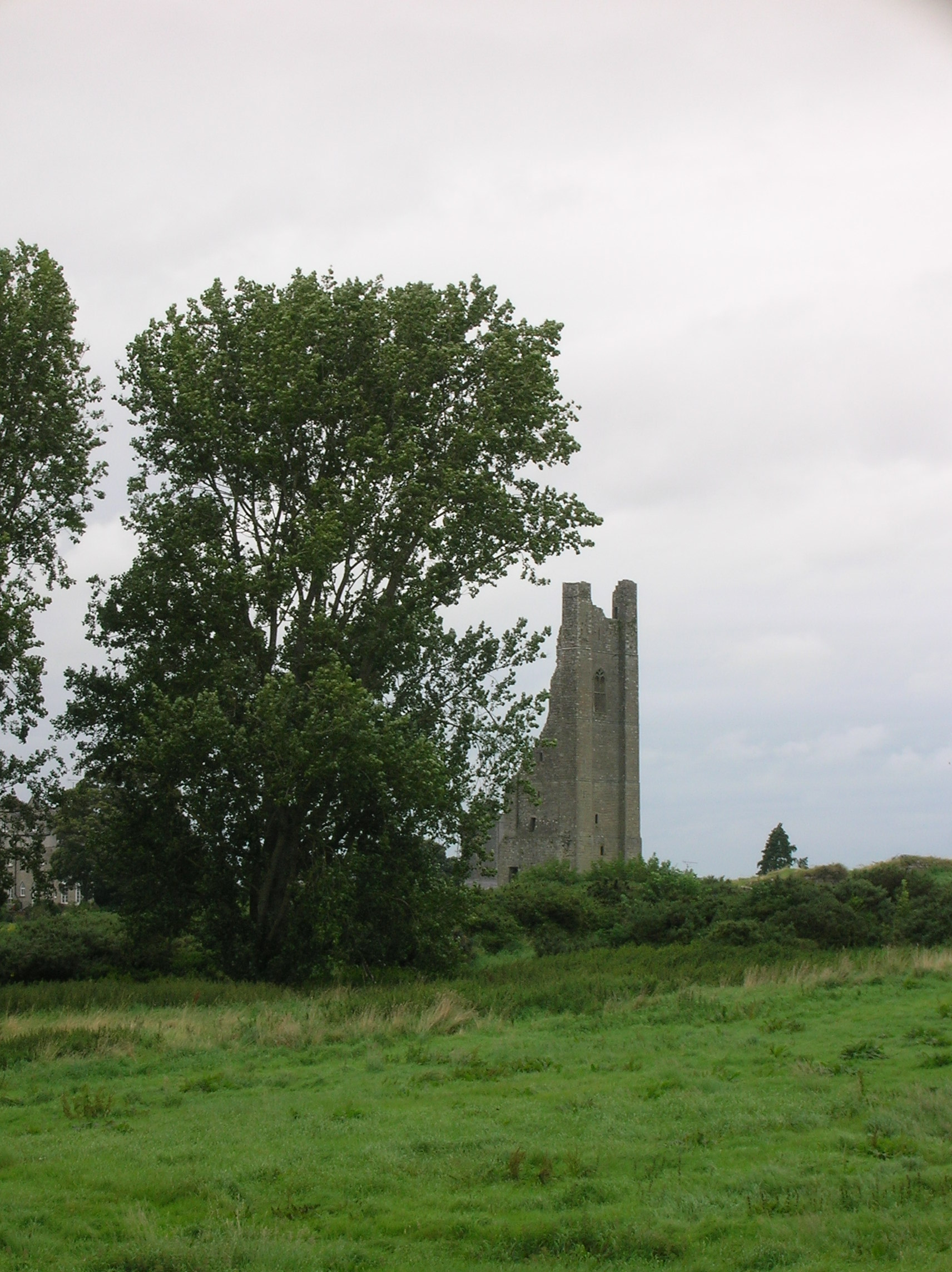
De "Gele Toren" The "Yellow Tower"